# Anthony Turpel
Anthony Turpel (26 de enero de 2000) es un actor estadounidense. Es conocido por sus roles de RJ Forrester en The Bold and the Beautiful y de Felix en la serie de televisión de Hulu, Love, Victor.

## Filmografía

### Películas
| Año  | Título     | Rol  | Notas        |
| ---- | ---------- | ---- | ------------ |
| 2017 | Zero Point | Knox | Cortometraje |
| 2017 | Culdesac   | Kit  | Cortometraje |
| 2022 | Play Dead  | T.J  | Película     |

### Televisión
| Año       | Título                     | Rol            | Notas                                                               |
| --------- | -------------------------- | -------------- | ------------------------------------------------------------------- |
| 2015      | Comedy Bang! Bang!         | Dylan Darcy    | Episodio: «Ty Burrell Wears a Chambray Shirt & Clear Frame Glasses» |
| 2015      | Henry Danger               | Steve          | Episodio: «My Phony Valentine»                                      |
| 2015      | Life in Pieces             | Max            | Episodio: «Babe Secret Phone Germs»                                 |
| 2015      | Future Shock               | Ethan          |                                                                     |
| 2016-2018 | The Bold and the Beautiful | R.J. Forrester | 93 episodios                                                        |
| 2019      | 9-1-1                      | Freddie        | 2 episodios                                                         |
| 2019      | No Good Nick               | Will           | 4 episodios                                                         |
| 2020-2022 | Love, Victor               | Felix Weston   | 28 episodios                                                        |